# Caroní (rivière)
Pour les articles homonymes, voir Caroni.
Le Caroní est une rivière majeure du bassin de l'Orénoque au sud-est du Venezuela, sur les plateaux du Guyana.

## Géographie
Le Caroní est une rivière à eau noire, la couleur de ses eaux étant due à la décomposition de sédiments végétaux, et non pas en raison de la présence de fer à proximité du lit de la rivière comme cela est parfois suggéré. Le Caroní rejoint l'Orénoque et s'ajoute à lui sur environ 13 km. Les deux rivières se rejoignent à l'emplacement de l'actuelle Ciudad Guayana. La ville actuelle est le résultat de la fusion de l'ancienne colonie de San Felix et de la ville de Puerto Ordaz de chaque côté du fleuve. 

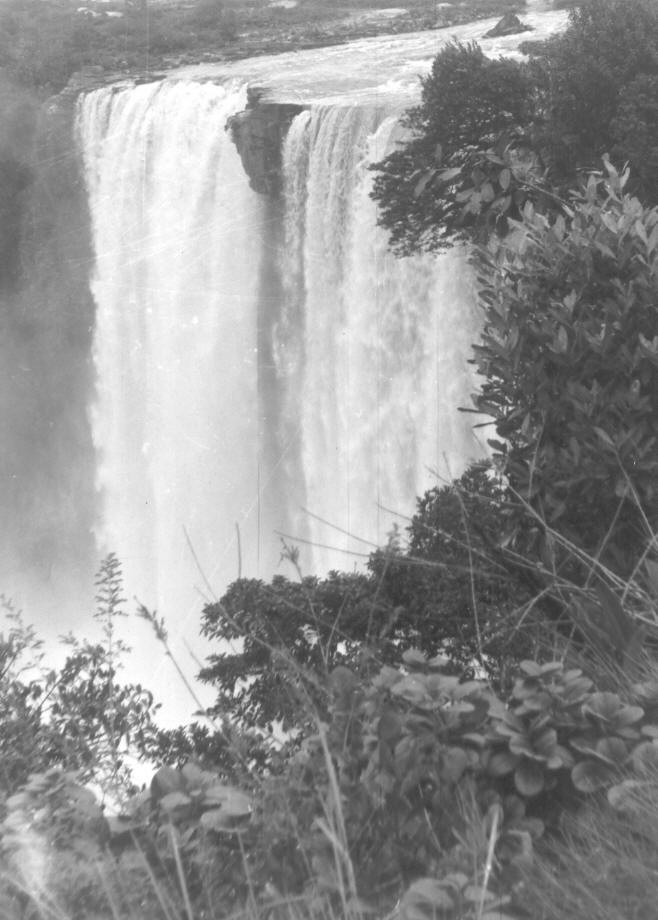
Salto Kamá, au niveau de la route de Santa Elena de Uairén

## Équipement hydroélectrique
Plusieurs barrages ont été construits sur la rivière pour la production d'énergie hydroélectrique. Aujourd'hui, elle compte cinq barrages. Ils sont respectivement, dans le sens du fleuve : le barrage de Guri, le barrage de Tocoma (en construction, avec une puissance installée de 2 160 mégawatts), le barrage de Caruachi et le barrage de Macagua. 
Après l'achèvement du Tocoma, le total de la puissance installée sur la rivière se montera ainsi à 16 100 mégawatts, soit à peine moins que la centrale des Trois-Gorges sur le Yangzi Jiang en Chine, la plus puissante du monde,.

## Sports
Le conseil municipal de Ciudad Guayana (en espagnol: Alcaldia Mayor de Caroní, ALMACARONÍ) a organisé, ces quinze dernières années, une course de natation sur les deux rivières Orénoque et Caroní, rassemblant environ 900 compétiteurs. La course, le « Paso a Nado Internacional de los Rios Orinoco-Caroní », se déroule tous les ans, un dimanche, aux environs du 19 avril. Cette compétition s'est fait connaître à l'échelle internationale en raison de son nombre important de participants.

## Affluents principaux
- Le río Paragua (rive gauche)